# Introducció del narcisisme
Introducció del narcisisme (en  alemany Zur Einführung des Narzißmus) és una obra de Sigmund Freud de 1914, àmpliament considerada una introducció a la teoria del narcisisme de Freud. En aquest treball, Freud resumeix les seves discussions més primerenques sobre el tema del narcisisme i considera el seu lloc en el desenvolupament sexual. D'altra banda mira als problemes més profunds de la relació entre el jo i els objectes externs, establint una nova distinció entre "libido joica" i "libido objectal". El més important és que introdueix la idea del "ideal del jo" i la instància d'autoobservació relacionada amb ella. Freud tracta també breument les seves controvèrsies amb  Jung i  Adler, de fet un dels seus motius per escriure aquesta obra era probablement mostrar que el concepte de narcisisme ofereix una alternativa a la "libido indiferenciada "de Jung ia la" protesta masculina "d'Adler.